# Rice (Minnesota)
Rice é uma cidade localizada no estado americano de Minnesota, no Condado de Benton.

## Demografia
Segundo o censo americano de 2000, a sua população era de 711 habitantes.
Em 2006, foi estimada uma população de 1189, um aumento de 478 (67.2%).

## Geografia
De acordo com o United States Census Bureau tem uma área de
15,8 km², dos quais 15,5 km² cobertos por terra e 0,3 km² cobertos por água. Rice localiza-se a aproximadamente 324 m acima do nível do mar.

## Localidades na vizinhança
O diagrama seguinte representa as localidades num raio de 20 km ao redor de Rice.